# 馬泰奧·洛瓦托
馬泰奧·洛華圖（義大利語：Matteo Lovato；2000年2月14日—）是意大利的職業足球運動員，司職中後衛，現效力於薩斯索羅（沙勒尼塔納外借）。

## 外部連結
- Soccerway資料庫：馬泰奧·洛瓦托